# Гиады (мифология)

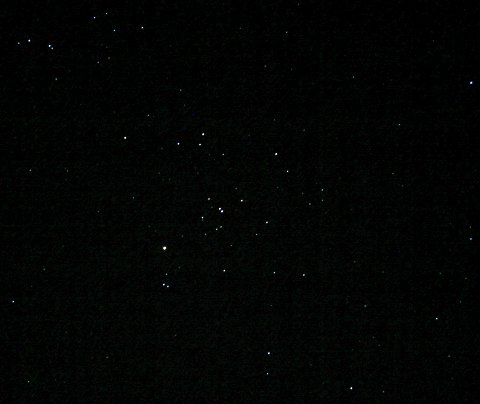
Астеризм Гиады в созвездии Телец

Гиа́ды (др.-греч. Ὑάδες «дождь») — в древнегреческой мифологии нимфы дождя, дочери титана Атланта и океаниды Плейоны (либо Эфры). Сёстры Гиаса, Плеяд и Калипсо. По филологу Александру, они — дочери Гиаса и Беотии, либо дочери речного бога Лама.
Различные источники указывают различное количество Гиад, от двух до двенадцати. В поэме «Астрономия» Псевдо-Гесиода перечисляются их имена: Фесила, Клеэя, Коронида, Фео и Евдора. Гиады — пять дочерей, умерших, оплакивая брата. По просьбе Диониса Медея омолодила их, затем они стали звездами. Миртил из Мефимны отождествлял их с пятью дочерями Кадма.
Гиады — нимфы из Нисы, воспитавшие Диониса. По Ферекиду и Гиппию Элейскому, их семь. Согласно Ферекиду, они сопровождали Диониса до Фив, их звали Амвросия, Евдора, Педила, Коронида, Поликсо, Фито, Фиона, их же называли додонскими нимфами. По Асклепиаду, Ликург обратил их в бегство, и они нашли прибежище у Фетиды, кроме Амвросии.
Гиады так сильно оплакивали смерть своего брата, Гиаса, погибшего на охоте от когтей льва или от укуса змеи, что Зевс взял их на небо и превратил в звезды в виде одноименного астеризма (или рассеянного звёздного скопления) в созвездии Телец: с тех пор появление скопления Гиады знаменует начало сезона дождей в Греции.
По кипрской версии, превращены Герой в кентавров с бычьими рогами и глазами, конскими ногами и гривой (см. Кипр в древнегреческой мифологии).
По одному из мифов, именно смертью Гиад и Гиаса был вызван суицид Плеяд и их последующее превращение в соседний астеризм Плеяды. Созвездие Гиад упоминают Гесиод и Гомер.

«Там представил он землю, представил и небо, и море,
Солнце, в пути неистомное, полный серебряный месяц,
Все прекрасные звезды, какими венчается небо:
Видны в их сонме Плеяды, Гиады и мощь Ориона»
— Гомер. «Илиада», перевод Гнедича, песнь XVIII, стих 483—489. 
Пгр., 1884, стр. 374.

## Список гиад
- Амбросия[15]. Гиада, кормилица Диониса, вознесена на небо[16]. Вакханка, превратилась в растение и спутала Ликурга[17]. Ликурга освободила Гера, Амвросия вознеслась на Олимп[18].
- Арсиноя. Гиада, кормилица Диониса[7].
- Бромия. Додонская нимфа, гиада, кормилица Диониса (упомянута в двух списках гиад)[7]. Вакханка, терзала Ликурга[19].
- Диона. Дочь Атланта, одна из гиад. Мать Ниобы и Пелопа от Тантала[20].
- Евдора. Гиада, вознесена на небо[21].
- Киссеида. Додонская нимфа, гиада, кормилица Диониса (упомянута в двух списках гиад)[7]. Одна из вакханок, терзавших Ликурга[19].
- Клеэя. Гиада[6].
- Коронида. Гиада[6]. Упомянута и в другом списке гиад, вознесена на небо[22].
- Ниса. Додонская нимфа, гиада, кормилица Диониса[7]. Есть миф о её гибели от Диониса[23]. Вакханка, её рану лечит Дионис[24].
- Педила. Одна из гиад, согласно Ферекиду[10].
- Полигимно. Додонская нимфа, гиада, кормилица Диониса[7].
- Поликсо. Гиада, вознесена на небо[25]. Одна из вакханок, терзала Ликурга[26].
- Фео (Фэо). Гиада[6].
- Фесила (Файсила). Гиада, вознесена на небо[27].
- Фиона. Кормилица Диониса[28]. Одна из гиад[29]. Нимфа додонской рощи[30].
- Фито. По Ферекиду, одна из гиад[10].
- Эрато. Додонская нимфа, гиада, кормилица Диониса[7].
- Эрифия. Додонская нимфа, гиада, кормилица Диониса[7].

## В астрономии
- В честь Арсинои назван астероид (404) Арсиноя, открытый в 1895 году.
- В честь Амброзии назван астероид (193) Амброзия, открытый в 1879 году.
- В честь Корониды назван астероид (158) Коронида, открытый в 1876 году российским астрономом Виктором Карловичем Кнорре
- В честь Поликсо назван астероид (308) Поликсо, открытый в 1891 году.
- В честь Фео назван астероид (322) Фео, открытый в 1891 году.
- В честь Евдоры (Эвдоры назван астероид (217) Эвдора, открытый в 1880 году.

Также:
- Лам. Отец нимф гиад[31].
- Феры рогатые. Потомки гиад, Гера наделила их таким обличьем[32].